# 中本冨夫
中本 冨夫（なかもと とみお、1922年12月9日 - 2019年7月20日）は、日本の政治家。旧山口県大島郡橘町議（7期）、橘町議会副議長、第17・20代橘町議会議長、橘町長（4期）、大島郡周防大島町長（1期）を歴任した。

## 経歴
1922年12月9日、現在の山口県大島郡周防大島町に生まれる。1940年、山口県立安下庄中学校（現山口県立周防大島高等学校）卒業。1944年、麻布獣医専門学校（現麻布大学）卒業。農林省畜産試験場に勤務した後、地元で獣医師をする。1963年10月、橘町議会議員に初当選する。その後、副議長、第17代橘町議会議長（1976年12月13日から1979年10月9日）、第20代橘町議会議長（1987年10月12日から1989年10月9日）を歴任した。

### 1991年橘町長選挙
町議会議員を7期務めた後、1991年1月13日の橘町長選挙に立候補して、現職の池田正彦を破って初当選を果たした。
※当日有権者数：-人 最終投票率：91.35%（前回比：-pts）
| 候補者名 | 年齢 | 所属党派 | 新旧別 | 得票数  | 得票率 | 推薦・支持 |
| -------- | ---- | -------- | ------ | ------- | ------ | ---------- |
| 中本冨夫 | 68   | 無所属   | 新     | 3,068票 | 56.6%  | -          |
| 池田正彦 | 71   | 無所属   | 現     | 2,353票 | 43.4%  | -          |

1月18日に橘町長に就任した。1995年1月10日、無投票で再選を果たした。

### 1999年橘町長選挙
前回とは違って、新人との争いとなったが1999年1月10日に大差で3選を果たした。
※当日有権者数：5,356人 最終投票率：88.54%（前回比：-pts）
| 候補者名 | 年齢 | 所属党派 | 新旧別 | 得票数  | 得票率 | 推薦・支持 |
| -------- | ---- | -------- | ------ | ------- | ------ | ---------- |
| 中本冨夫 | 76   | 無所属   | 現     | 3,168票 | 67.5%  | -          |
| 安高忠道 | 53   | 無所属   | 新     | 1,522票 | 32.5%  | -          |

2001年7月、山口県町村会長に就任した。2003年1月7日、無投票で4選を果たし、2004年9月30日まで務めた。2004年11月9日、橘町がほかの3町と合併して発足した周防大島町長選挙に立候補して、無投票で当選した。2008年4月25日、阿賀野市長の本田富雄の引退に伴い、全国最年長首長となった。同年6月19日、町議会で今期限りでの引退を表明した。2019年7月20日、肺炎のため周防大島町の病院で死去した。

## 栄典
- 2009年 - 旭日小綬章[17]
- 没後 - 従五位[18]

## 人物
- 趣味は釣り[1][7]
- 尊敬する人物は吉田松陰[1]
- 子供は4人[7]